# Bauer Cup 1998
Il Bauer Cup 1998 è stato un torneo di tennis facente parte della categoria ATP Challenger Series nell'ambito dell'ATP Challenger Series 1998. Il torneo si è giocato a Eckental in Germania dal 19 al 25 ottobre 1998 su campi in sintetico indoor.

## Vincitori

### Singolare
Jared Palmer ha battuto in finale  Wolfgang Schranz con il punteggio di 7–6, 6–2

### Doppio
Tomáš Cibulec /  Raemon Sluiter hanno battuto in finale  Barry Cowan /  Filippo Veglio con il punteggio di 7–6, 6–3